# Arquitectura popular

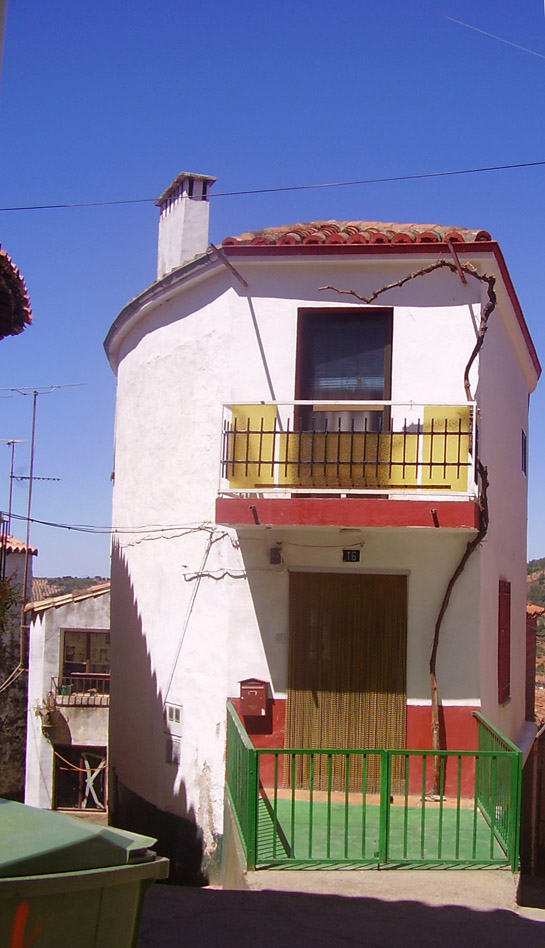
Arquitectura popular a Castañar de Ibor, província de Cáceres, Espanya.

L'arquitectura popular (també l'arquitectura vernacular) és l'edificació feta fora de qualsevol tradició acadèmica i sense orientació professional. No és un moviment o estil arquitectònic en particular, sinó més aviat una categoria àmplia, que abasta una àmplia gamma i varietat de tipus d'edificis; amb diferents mètodes de construcció d'arreu del món, inclosos històrics i existents i clàssics i moderns. L'arquitectura vernacular constitueix el 95% de l'entorn construït del món, segons l'estimació el 1995 d'Amos Rapoport, mesurada en comparació amb el petit percentatge de nous edificis cada any dissenyats per arquitectes i construïts per enginyers.
L'arquitectura vernacular sol atendre necessitats locals immediates, està limitada pels materials disponibles a la seva regió particular i reflecteix les tradicions i pràctiques culturals locals. L'estudi de l'arquitectura vernacular no examina els arquitectes formalment educats, sinó les habilitats de disseny i la tradició dels constructors locals, als quals poques vegades se'ls va donar cap atribució per l'obra. Més recentment, l'arquitectura vernacular ha estat examinada pels dissenyadors i la indústria de la construcció en un esforç per ser més conscients de l'energia amb el disseny i la construcció contemporanis, part d'un interès més ampli pel disseny sostenible.
L'arquitectura popular inclou les construccions o  que presenten una sèrie de trets o característiques tipològiques comunes en determinats àmbits geogràfics de diversa extensió, realitzats a partir de patrons i tècniques decantades per la tradició. També inclou diferents tipus de construccions destinades a finalitats pròpies o auxiliars relacionats amb la vida i el treball, com poden ser les construccions per a usos agrícoles o industrials: forns, tallers, corrals, pallisses, els graners, les bordes, entre d'altres
Les construccions i edificis d'arquitectura popular són funcionals, ja que s'adeqüen sempre a la finalitat prevista i als materials de construcció de què hom disposa en el lloc. Es caracteritzen també per una gran economia de volum i obra, ja que els constructors cerquen l'estalvi de treball i materials; això comporta l'ús de materials locals o procedents d'indrets o comarques properes. També implica que en la construcció s'emprin tècniques comprovades l'origen de les quals es remunta al passat i s'han transmès de generació en generació mitjançant l'aprenentatge gremial.

#### Arquitectura vernacla vs. arquitectura popular.

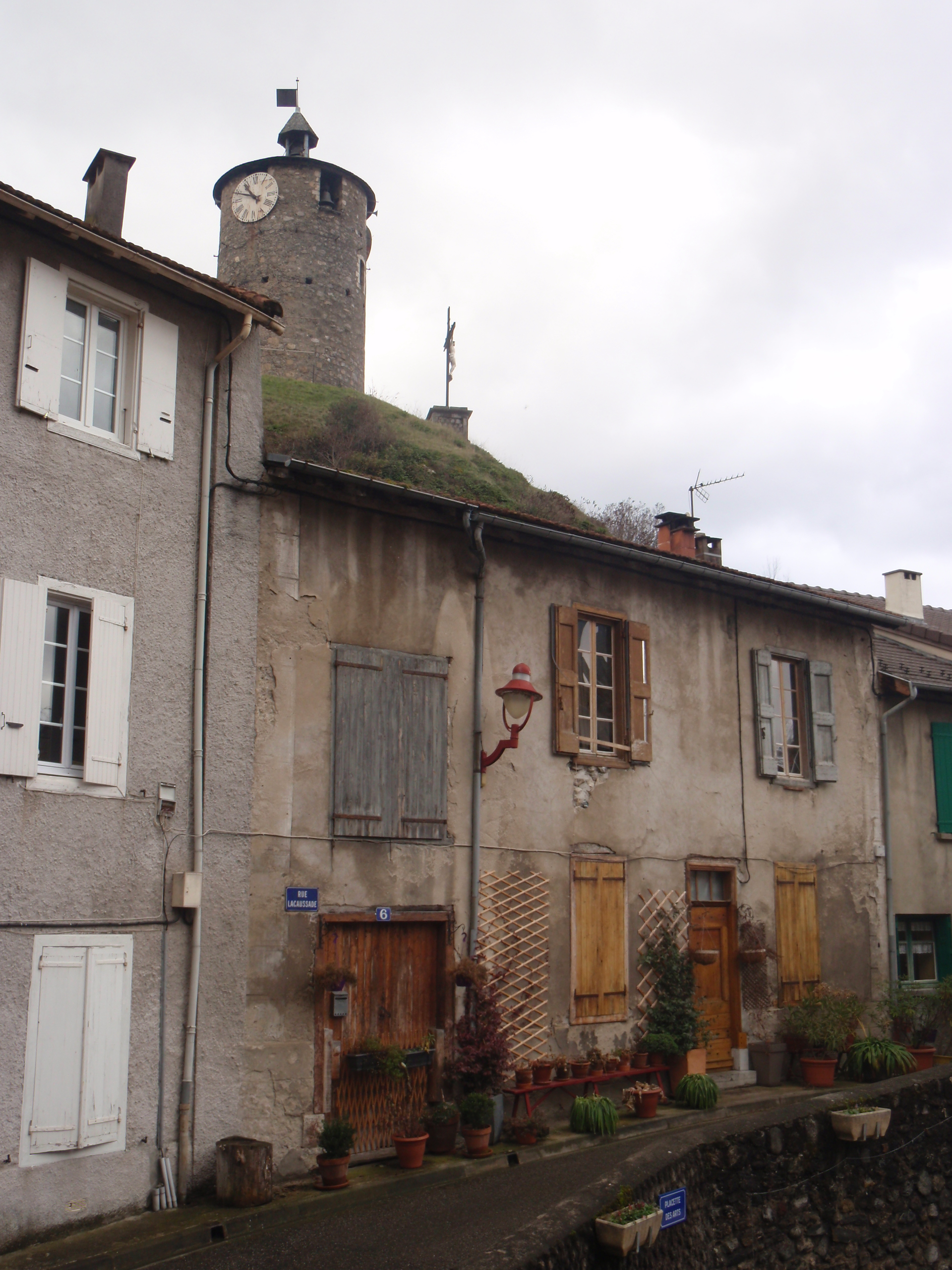
Conjunt de 2 cases franceses que pertanyen a la categoria d'arquitectura vernacla preindustrial. Tarascon sur Ariège, França.

El professor Amos Rapoport, en el seu llibre Vivienda y cultura, estableix tres categories per a l'arquitectura: la culta, la primitiva i la vernacla; dins d'aquesta darrera estableix una divisió addicional entre arquitectura vernacla preindustrial o postindustrial; malgrat que el mateix autor assenyala el caràcter una mica arbitrari d'aquesta subdivisió, així com el fet indiscutible que les tres categories no constitueixen una classificació tancada sinó únicament l'expressió d'unes referències fonamentals, car les fronteres entre una o altre són, tot sovint, imprecises i les influències actuen, de fet, en totes direccions.
L'arquitectura primitiva és la categoria més fàcil de delimitar, ja que s'associa a l'arquitectura de les societats definides com a primitives per l'antropologia, ja siguin les societats primitives actuals o cultures històriques que a la fi del Neolític realitzaren les primeres construccions, les restes de les quals han arribat fins a nosaltres; són les societats que s'establiren a la vall del Nil, Palestina, Síria, Mesopotàmia o Anatòlia, que van evolucionar vers la història; són també les cultures neolítiques de diferents comarques d'Europa que s'extingiren sense deixar una herència consistent als pobles que les van succeir.
L'arqueologia ens ha descobert l'interès del context d'un monument en investigar tant els temples, palaus o tombes, com la ciutat sencera, que constitueix el més expressiu testimoni de la civilització que va crear la cultura els monuments de la qual admirem.
L'arquitectura popular seria l'equivalent a l'arquitectura vernacla preindustrial; pressuposa i és complementària de l'arquitectura culta, ja que ambdues van evolucionar a partir de l'arquitectura primitiva. D'altra part, l'arquitectura popular reflecteix els models de l'arquitectura culta, ja que les classes populars, històricament sotmeses, imiten el comportament i els models estètics de les classes dominants.
La historiografia de l'arquitectura moderna ha presentat la construcció dels hàbitats tradicionals com un element amb significat cultural elevat, així hi ha la citació del llibre Arquitectura in nuce de l'arquitecte i historiador de l'arquitectura moderna Bruno Zevi: 
En les indagacions sobre arquitectura «menor» s'han descobert, certament, cabanes de pastors, graners, refugis de muntanya i altres que tenen efectiva validesa artística; en aquests casos no hi ha d'haver problema de mètode, ja que es tracta de legitimar-los en la història arquitectònica tot ampliant el seu camp i recordant l'admirable observació de Leonardo: «les estances, o en veritat els habitatges petits, estan plens d'enginy, no així els grans…».
El terme «vernacular architecture»«arquitectura vernacla» es va popularitzar amb connotacions positives en una exposició de 1964 al Museu d’Art Modern, Nova York, comissariada per l'arquitecte Bernard Rudofsky, el qual posteriorment edità el llibre «Architecture Without Architects» on explora la riquesa de les construccions vernacles i la seva adaptació al medi sense la intervenció d'arquitectes acadèmics.
Hi ha tres llibres o publicacions fonamentals sobre el tema:

##### «Encyclopedia of Vernacular Architecture of the World»

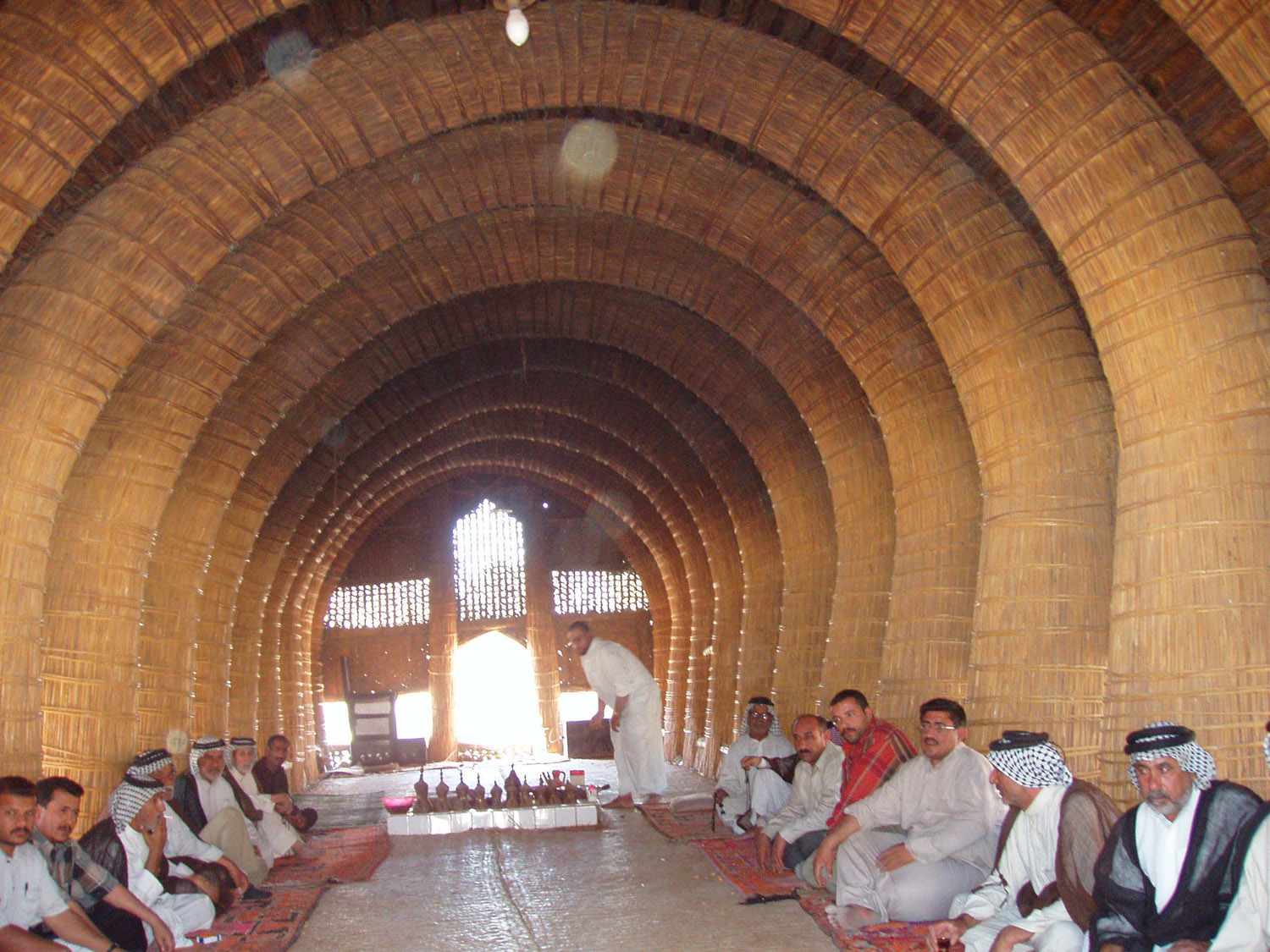
Un mudhif, una casa d'hostes àrab tradicional dels pantans feta completament de canyes. Els àrabs dels pantans viuen un estil de vida que es remunta a 5.000 anys.

Editada per Paul Oliver i publicada per primera vegada el 1997, és una obra monumental i interdisciplinària que explora l’arquitectura vernácla des dels seus principis teòrics fins a la seva aplicació en diverses regions arreu del món.
Aquesta enciclopèdia, en tres toms, és una obra de referència exhaustiva i sense precedents que documenta la diversitat i la riquesa de l'arquitectura vernacla a tot el món. Amb més de 2.500 entrades, abasta una àmplia gamma de tipologies d'habitatges, tècniques constructives, materials locals i factors culturals, socials i ambientals que donen forma a aquestes construccions tradicionals.
L'obra està dividida en tres volums:
1. «Teoria i Principis» – Examina els conceptes clau de l'arquitectura vernacla, com ara definicions, metodologies d'estudi, materials i processos constructius.
2. «Cultures i Societats» – Analitza com l'arquitectura reflecteix les estructures socials, les creences i les necessitats de diferents comunitats.
3. «Regions i Localitats» – Ofereix un recorregut geogràfic detallat, classificant les formes arquitectòniques per continents i cultures.
Paul Oliver defensa que l'arquitectura vernacla no és només un reflex de necessitats pràctiques, sinó també un patrimoni cultural en perill davant la globalització. L'enciclopèdia combina antropologia, història de l'art i arquitectura, amb contribucions de més de 800 experts internacionals.

##### «Vivienda y cultura»d'Amos Rapoport.

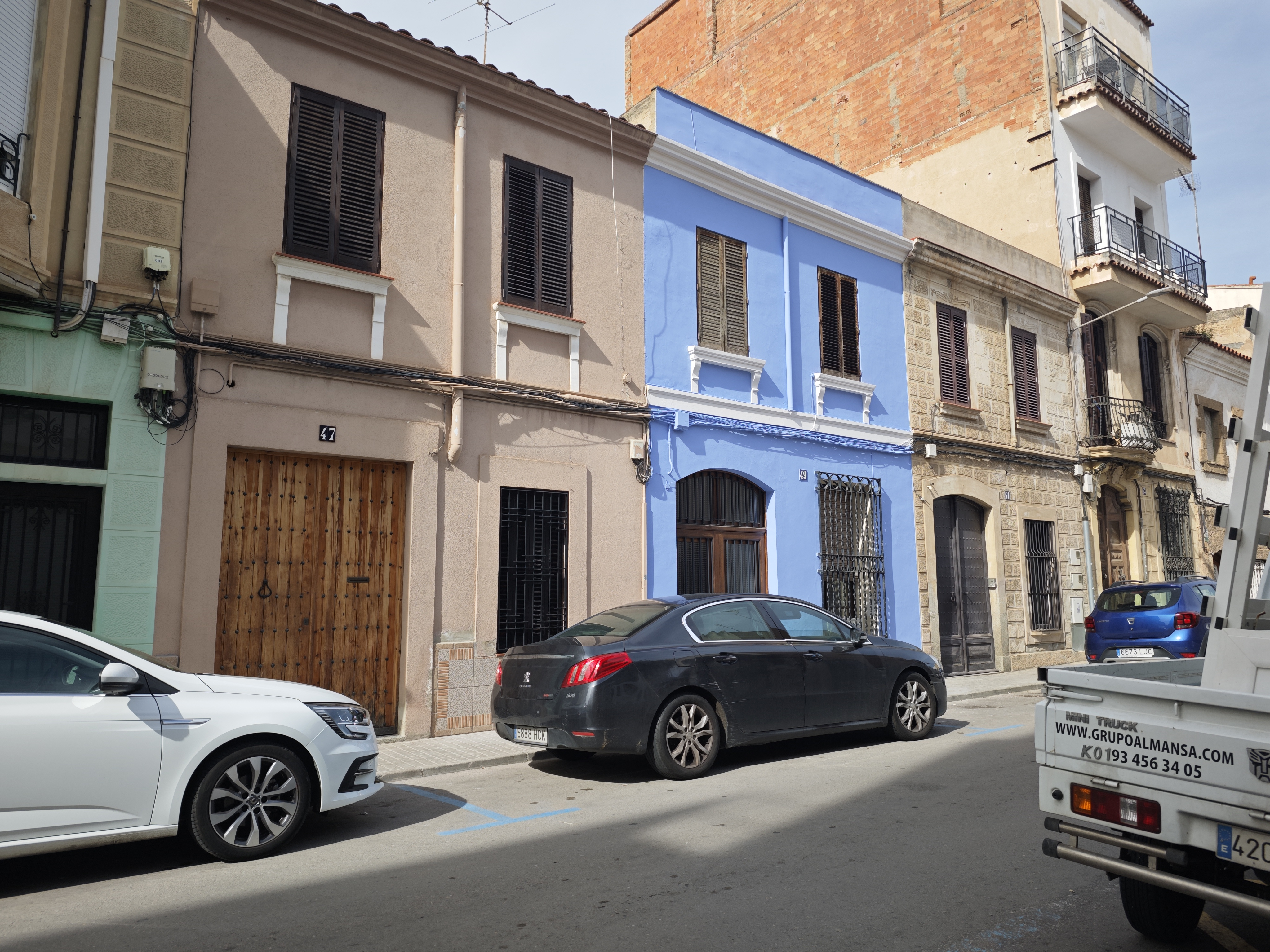
Aquestes cases de cos, probablement iguals inicialment, ens mostren com s'han anat modificant per adartar-se als costums de l'època.jpg

Amos Rapoport, un reconegut antropòleg i teòric de l’arquitectura, explora en «Vivienda y cultura» la relació complexa entre l’hàbitat humà i els contextos culturals que el configuren. Publicat originalment el 1969, és un estudi pioner que qüestiona els enfocaments universals en el disseny de l’habitatge, destacant en lloc seu la importància dels factors simbòlics, socials i ambientals propis de cada cultura.
Rapoport examina una àmplia gamma d'exemples d'habitatges de diverses cultures i contextos geogràfics, des de les barraques primitives fins a les residències contemporànies. A través d'aquests exemples, demostra com la cultura modela les decisions sobre l'espai, la distribució, els materials, la decoració i la relació entre l'interior i l'exterior de les llars.
Un dels arguments centrals del llibre és la distinció entre les "necessitats bàsiques" de refugi i protecció i les "necessitats culturals" que van més enllà de la mera supervivència. Rapoport sosté que aquestes últimes són crucials per comprendre la diversitat de formes d'habitatge arreu del món. La manera com una cultura defineix la privacitat, la família, la comunitat, el sagrat i el profà, per exemple, es reflecteix directament en la configuració de les seves llars.
A més, l'autor explora la influència de l'entorn físic i el clima, però emfatitza que la cultura actua com un filtre que interpreta i modula la resposta a aquests factors. Dues cultures que viuen en un entorn similar poden desenvolupar tipologies d'habitatge molt diferents a causa de les seves diferents prioritats i sistemes de significat.
El llibre qüestiona les aproximacions purament funcionalistes o deterministes i defensa una comprensió més rica i contextualitzada de l'habitatge com a expressió cultural.

##### «Arquitectura popular española»deCarlos Flores(1928-2014).

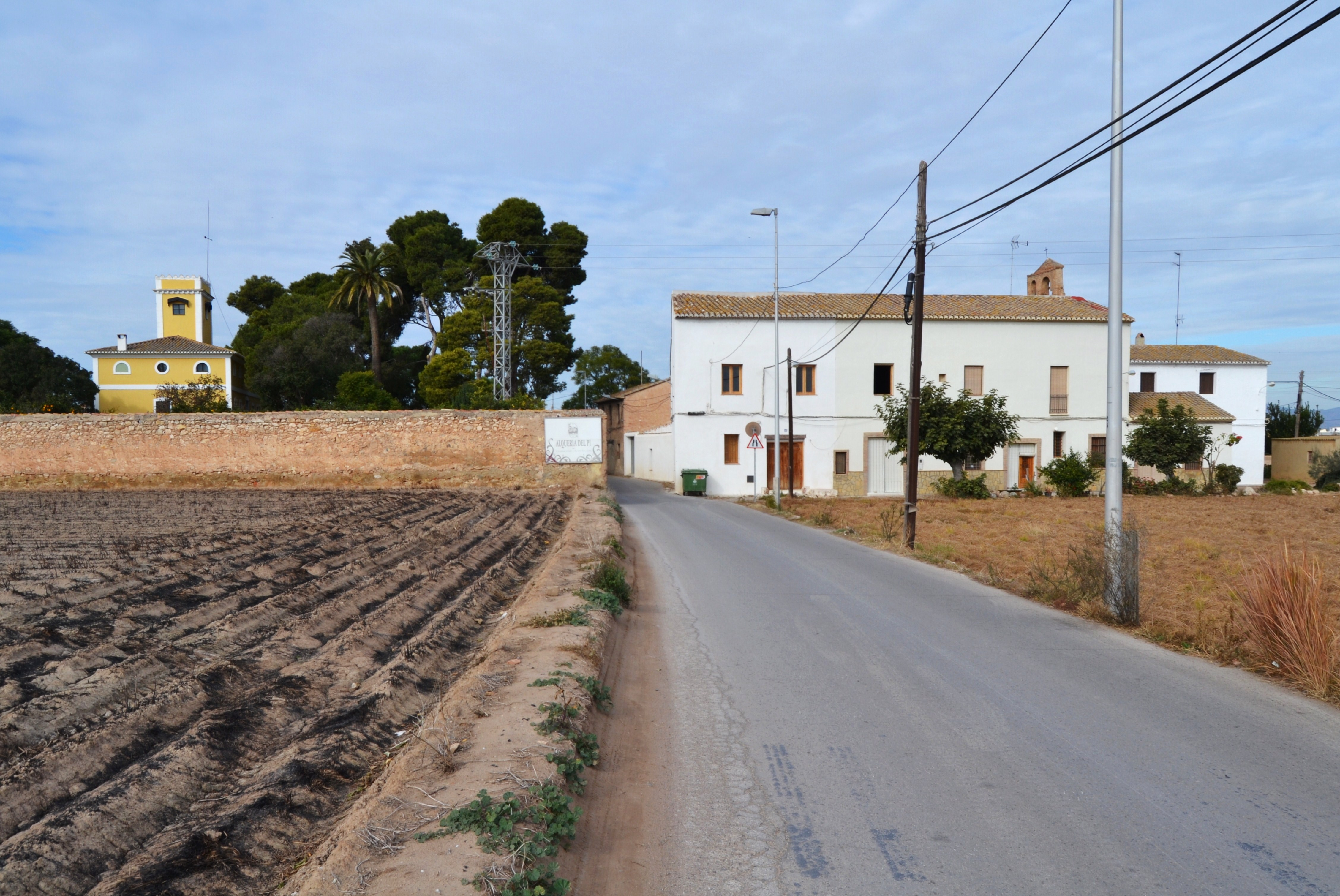
Alqueria valenciana.

Publicada originalment en la dècada de 1970, els cinc volums d'aquest llibre es consideren un referent en l'anàlisi de les construccions populars a Espanya, destacant per la seva aproximació rigorosa i el seu enfocament en la relació entre l'arquitectura, el paisatge i la cultura.
El llibre està estructurat en funció de les regions geogràfiques i culturals d'Espanya, destacant com el clima, els materials locals, les activitats econòmiques i les tradicions han modelat de manera única les cases, els graners, els molins i altres construccions populars. Des de les masies catalanes fins als cortijos andalusos, passant pels caseríos bascos i les barraques valencianes, l'autor analitza les característiques distintives de cada tipologia, posant de manifest la intel·ligència implícita en les seves solucions constructives i la seva perfecta integració en el paisatge.
Més enllà de la descripció formal, el llibre profunditza en els aspectes funcionals i simbòlics d'aquesta arquitectura. Explora com l'organització de l'espai respon a les necessitats familiars i comunitàries, com l'ús de materials autòctons garanteix la sostenibilitat i com els detalls constructius reflecteixen una rica tradició artesanal i un profund coneixement del medi natural.
La riquesa visual del llibre és un altre dels seus punts forts. Amb una abundant selecció de fotografies en blanc i negre i acurats dibuixos, Flores il·lustra de manera eloqüent la diversitat i la bellesa d'aquesta arquitectura sovint oblidada. Aquest material gràfic complementa el text, permetent al lector apreciar la materialitat, les textures i les proporcions de les construccions.